# تيم وايت سوبيسكي
تيم وايت سوبيسكي  (بالإنجليزية: Tim White-Sobieski)‏هو فنان ومخرج أمريكي مختص في تركيب الفيديو والمقومات المرافقة له، وله مقرين في نيويورك وبرلين. تلقى تعليمه كمهندس معماري لكنه كرس نفسه للفنون البصرية وصناعة الأفلام، واستكشاف مجالات الرسم والنحت والتصوير الفوتوغرافي والفيديو، وتركيب معدات الضوء طوال حياته المهنية. بدأ يبرز في نيويورك في وقت مبكر من التسعينات عبر «لوحات زرقاء» التي من شأنها أن تؤثر وترسي الأسس الجمالية لأفلامه في المستقبل، ويمكن ملاحظة ذلك في أعمال الصور والفيديو مثل «الوجود»، «العداء» و«الملكة ماري». مركزا على دور اللاوعي في لوحاته التي لها علاقة بالتجريدية البصرية والوجودية الأدبية.

## الحياة والمسار المهني
تيم وايت سوبيسكي ولد في وارسو ببولندا عام 1961م وهاجر إلى الولايات المتحدة في أوائل التسعينات. درس في جامعة نيويورك وكلية بارسونز للتصميم قبل الشروع في مساره المهني في مجال الفن.

## الأعمال
أغلب أعماله مستمدة من التجربة الإنسانية وعلاقتنا مع النفس والكون، وبرؤية الجزء الصغير منا في تحليله للعلاقات المتبادلة بين الضوء والعقل والنفس. وهناك جزء كبير من العمل مستمد ومستلهم من العمل الأدبي، وقد أظهر في كثير من الأحيان رموز من الأدب الأمريكي في تركيباته. كتاب مثل والت ويتمان، جون شتاينبك، جون أبدايك، كورت فونيغوت، ديجي سالينغر، وليام فولكنر، وروبرت بن وارن لهم وجود دائم في أعمال تيم وايت سوبيسكي، بما أنهم يوضحون بعض الأسرار الأكثر غموضا حول طبيعة الإنسان ويكشفون جمال وتعقيد العقل.

### الموسيقى والصوت في المشاريع
فيما يتعلق بالموسيقى، وايت سوبيسكي يؤلف معظم الموسيقى التصويرية لأفلامه وفيديوهاته، لكن أيضا يدمج أعمال اقرانه مثل براين إينو، ديفيد بيرن، روبرت فريب، بيير شيفر، بيير بوليه، وستيف ريتش، وكذلك أساتذة الكلاسيك مثل بورسيل، جيوفاني باتيستا بيرغوليزي، وباش.

### مساهمات فنية هامة
في عام 2005، تمت دعوة وايت سوبيسكي لإنشاء عمل فني للمتجر الرئيسي الجديد للويس فويتون في شارع الشانزليزيه في باريس إلى جانب الفنانين جيمس توريل واولافور الياسون. المشروع يتألف من جدار لعرض الفيديو طوله 24 مترا متكون من الألياف البصرية المبرمجة، والوحيد من نوعه وحجمه في ذلك الوقت في العالم. جدار فيديو ضخم آخر تم تثبيت في القصر الصغير للاحتفال بالانطلاق. هذا كان تعاون فريد من نوعه بين الفنانين والمهندسين المعماريين الثلاثة (مهندس معماري بيتر مارينو من نيويورك وإريك كارلسون / كاربونديل مهندسون معماريون من باريس). في عام 2006، شركة لويس فويتون دعت تيم وايت سوبيسكي للمشاركة في معرض بعنوان "" الأيقونات "(الرموز)، تفسير للايقونات التي تحمل شعار أكياس.بجانب فنانين آخرين من بينهم مارك جاكوبس، زها حديد، أوغو روندينون، سيلفي فلوري شيجيرو بان، روبرت ويلسون وأندريه بوتمان.
في عام 2008، وايت سوبيسكي قام بإنشاء وهندسة تثبيت لحائط فيديو بـ 144 شاشة إل سي دي متزامنة بشكل عمودي لمطار غيمبو (كيمبو) في سيول، كوريا، وهو حاليا أكبر حائط الفيديو في العالم. المشروع سمي بعنوان الماء والأرض، للتعبير عن الموضوعات العالمية للعناصر التي تكشف الشعور بالطيران. الفنان استمر بتطوير طرق جديدة للتحكم وعرض الفيديو بغرض دمج الصور المتحركة داخل التصميم الهندسي الداخلي في أي شكل، أو نموذج أو مادة.

### المجموعات
حاليا قائمة الفنان من أعمال الفيديو به أكثر من 60 عنوان، بتثبيتات قنوات فيديو متعددة ومتزامنة وعروض مسرحية أحادية قائمة بذاتها. فيديوهاته، تصويره الفوتوغرافي، رسمه، عمله النحتي، والتركيب تنتمي إلى مجموعات CGAC سانتياغو دي كومبوستيلا، متحف دنفر الفني، دوماس أرتيوم 2002، سالامانكا، متحف إلكيز للفن المعاصر بإسطنبول، متحف دي بيلاس ارتيس، سانتاندر، متحف رينا صوفيا بمدريد، ستيفتونغ كونست: روم سيلت كيلي، مؤسسة نوماس بروما، كونستفيرين بفيسبادن.

## الأعمال

### تثبيتات الفيديو

#### اللوحات المتحركة / الرسومات المتحركة (1993 - حتى الآن)
في عام 1993، بدأ وايت سوبيسكي العمل في مشاريعه «اللوحات المتحركة» و«الرسومات المتحركة» كسلسلة من التجارب في تحريك الصور التي استندت جزئيا على لغة برمجة لينجو التي تم استخدامها في تطبيقات ماكروميديا. في تلك الفترة، ودرس الفنان التأليف الموسيقي وأصبح مهتما بالخصوص بمجال الهندسة الموسيقية الصامتة لجون كيج. ردا على هدف كيج للنظر من خلال الأصوات وليس للأصوات، وايت سوبيسكي أنشأ لوحاته ورسوماته للحركات لانهائية بالموازت مع عمله الفني، ومسمات «صورة في طور الإنجاز.» وايت سوبيسكي كتب أكواد البرمجة للتحكم بطريقة لانهائية بسلوك الأشكال والألوان وإعدادات الصورة في إطار الفيديو (و في الصورة الرقمية إن لم يكن الفيديو)؛ تم تتميم معظم الأعمال وعرضها في أماكن متعددة، والكثير منها مستمر حتى الآن. تأثير الموسيقى التجريبية المعاصرة كان له وقع كبير على عمل وايت سوبيسكي، وكذلك مجموعة من المؤلفين مثل بيير شيفر، بيير بوليه، ستيف ريتش، براين إينو، ديفيد بيرن، وروبرت فريب ظهروا كلهم في مشاريعه الأخيرة.
واحدة من أنجح التجارب تمثلت في الدمج بين مبادئ رسم «اللوحات المتحركة» وتقنية صياغة الانية / تجسيد الفيديو في مشروع «أنا أكرر نفسي عندما أكون تحت الضغط»، 1999، عرض في نيويورك وشيكاغو وتورينو. وفي وقت لاحق تم تطوير نفس الأساليب في الأفلام المجسدة باليد كمشروع «المحطة» في الغالب كل جزء فيديو من السلسلة تم رسمه باليد، وعند تجميعها، أنشأت تراكيب متحركة شبه مجردة. هذه المشاريع تلقت انتقادات لاذعة في براغ بينالي (2003)، ليون بينالي (2003) وبوخارست بينالي (2004).

#### سلسلة فترة المراهقة (1998- 2006)
موضوع الذاكرة الوراثية ونمط الحرب تم تطويرهما أيضا في «الاعتراف» (2000-2002)، «قبل أن يصبحوا البيتلز» (2004) و«أحلام سعيدة» (2002). من «الاعتراف»، بدأ سلسلة من الفيديوهات بتأمل بصري في الذاكرة والافتراضات التي تقول «ربما الذاكرة تنقل وراثيا من جيل إلى جيل.» في حين أن «الاعتراف» كان له تسلسل سردي متعدد القنوات وتعامل مع شخصية التوأم البدو (كشخصية منقسمة)، الفيديوهات اللاحقة للفنان تفحص أيضا الشخصيات المهاجرة في «أقرب إلى الخريف»، «الصحوة»، «الطريق رقم 17» و«الصوت والغضب».
في عام 2007، أكمل تيم وايت سلسلة من الصور الكبيرة وفيديو بعنوان «الصحوة» وفي عام 2008، وامتدادا لنفس النمط، «الطريق 17 للشمال.» تسلسلات ذات إيقاع شبه متكرر يبني منطق السرد في حين أن الفنان يكشف صورة شاب أمريكي في بداية القرن الحادي والعشرين، في عالم ما بعد حداثة سيمولاكرا. كل من الفيديو وسلسلات الصور الفوتوغرافية، المجسدة في الطبيعة، تظهر تأثير صناعة أفلام الأدبية والسردية على الفنان.

#### دورة المحطات (2000- 2005)
«دورة المحطة» تتكون من سلسلة من الفيديوهات «المحطة بالنهار (الأول)،» «المحطة بالليل (الثاني)»، «حلم المحطة (الثالث)»، «على الجناح (الرابع)»، و«قلب المحطة (الخامس)»). «المحطة (I)» أنشأت مباشرة بعد أحداث 11 سبتمبر في مدينة نيويورك، حيث كان الفنان في الصف الأمامي وسط الأحداث وبالكاد نجا من الانفجار. كان لهذا الحدث المأساوي تأثير جوهري على إبداعه ورؤيته الفنية. خلال السنوات القليلة القادمة تأثر بشعور الحياة ما بعد الصدمة في وسط مدينة مانهاتن.
بجانب توقيعه المميز بالأزرق والأحمر، هذه الفيدوهات ميزت مشاركته بفضل الموسيقى المحيطة بها من ملحنين مختلفين بما فيهم براين إينو، «فريبرترونيكس» لروبرت فريب وتجارب جون كيج.
بين عامي 2004 و2006، تيم وايت سوبيسكي أنشأ عدة مؤلفات فيديو تصويرية: «جناح مدينة نيويورك»، «الدوار»، و«الرغبة». الفنان استمر في العمل في اتجاه تخليق الموسيقى البصرية، وتطوير أساليب وخوارزميات جديدة لتوليد اللون والإيقاع والرسوم استنادا لمعايير الصوت ومواصلة تطوير الأفكار التي تم استكشافها في مشاريع «اللوحات المتحركة».

#### المدن المفككة (2005- 2014)
بين عامي 2005- 2014، أنشئ وايت سوبيسكي سلسلة من الأفلام والصور لمناظر مدينة مفككة، مزيلا الفروق بين التصميم والرسم والتصوير والعمارة («الواقع المفكك»، «المدن المفككة» («لندن»، 2007)، («كاترينا»، 2008)، وجناح مدينة نيويورك). أول مشروع صور فيديو ذو صلة بالمدينة، جناح مدينة نيويورك، تم عرضه في صالات العرض والمتاحف في عام 2006. وهناك لم يكشف فقط الفنان بنية مناظر نيويورك، وجه المدينة، في الخرسانة والصلب والزجاج، لكنه عرض كذلك صورة نفسية لسكان مدينة نيويورك رآها في الشوارع، بدون أصدقاء ولا الأشخاص المهمين. بناء على صور العديد من المدن الكبرى في العالم، تم استنتاج الواقع المفكك. بالكاد وجودية، الصور الأخيرة نقلت شعور بالضياع في فوضى الواقع، عالم من التناقضات المنطقية حيث الحياة تصبح مفككة ومتقلبة في كل لحظة. هذا المشروع مازال قائما ومخطط له بشكل مثالي ليتضمن صور من باريس ومدريد وشنغهاي وطوكيو وعواصم عالمية أخرى. شظايا الواقع، ذكريات الماضي، الأفكار، الآمال، الأحلام، وموضوع الحنين المجسد في الواقع المفكك.
«الدوار» (2005) و«جناح مدينة نيويورك» تم إنشاؤهما على أساس مبادئ مماثلة لمؤلفات كما في مشاريع «الرسومات المتحركة» السابقة، حيث تم تجميع مؤلف تكوين الفيديو النهائي رقميا من مئات الفيديوهات والصور الرقمية من بنك معلومات الفنان وتم إصداره على شكل دي في دي. المشاريع تم عرضها في وقت لاحق في متحف ملقا للفن المعاصر ومتحف أرتيوم سنتروفاسكو للفن المعاصر.

#### السديم ومجراتي الأخرى (2008 - 2011)
«السديم ومجراتي الأخرى» يتضمن «المنارة»، «الغابة الباردة»، «حديقة الأحجار». «السديم» و«دوائر الضوء» تم عرضهم في ألمانيا وإنجلترا والدول الاسكندنافية.هذه التثبيتات تتكون من صمام مستند، كمبيوتر يشفر رسوم خفيفة لانهائية. وبالإضافة إلى ذلك، مشاريع الألياف الضوئية الخفيفة «المنارة» و«الغابة الباردة» بها مكونات الفولاذ المقاوم للصدأ. مشاريع «دوائر الضوء» (2008) و«حديقة الأحجار» (2009) استندت على تكنولوجيا فيديو عالي الجودة متعدد القنوات (© تيم وايت سوبيسكي). كل من المنشآت تتضمن توقعات فيديو 16 قناة ومصدر فيديو متزامن عالي الوضوح، الألمنيوم ومنحوتات الفولاذ المقاوم للصدأ، أجسام بصرية من الألياف الضوئية، وبرنامج متزامن خفيف مع الفيديو.

#### حاليا
تيم وايت سوبيسكي انتهى لتوه من إنتاج «في انتظار غودو - في انتظار الله» (2014)، وهو فيلم روائي طويل ومشروع تصوير تكريما لصموئيل بيكيت. أعيد تقديم هذا المشروع باعتباره تركيب لأربع قنوات فيديو متزامنة لمعرض المتحف مع موسيقى من إنتاجه وألحان هنري بورسيل وجيوفاني باتيستا بيرغوليزي.
مئة عام من العزلة (سين أنيوس دي سوليداد) بعد رواية غابرييل غارسيا ماركيز حاليا في طور الإنتاج، وسيقدم على شكل سلسلة من 12 مقطع. مشروع تمت برمجته للإصدار المسرحي والمتحفي في عام 2016.

## المعارض

### معارض المتحف
تيم وايت سوبيسكي كان له عرض رئيسي منفردا في متحف فايل للفن، فايل، الدنمارك، CAC مركز ملقا للفن المعاصر، إسبانيا. متحف سنترو دي آرتي دي سالامانكا، دوماس أرتيوم إسبانيا. بالإضافة إلى ذلك، تم تقديم عرضه في أكاديمية دير كونستو، برلين، ألمانيا؛ قصر طوكيو، (متحف الفن المعاصر) باريس، فرنسا. هاوس دير كولتارين دير فيلت، برلين، ألمانيا؛ متحف ناسيونال دي سنترو آرتي رينا صوفيا، مدريد، إسبانيا. متحف ستينيرسن، أوسلو، النرويج. متحف براغ الوطني، براغ، جمهورية التشيك. المتحف الوطني للفن المعاصر (MNAC)، بوخارست، رومانيا. والمزيد.

## المجموعات
عمل تيم وايت سوبيسكي ينتمي إلى مجموعات مؤسسة أينا، مدريد، إسبانيا. مجموعة بنك سيتي، نيويورك، نيويورك؛ المجموعة الأكاديمية دير كونستو، برلين، ألمانيا؛ مؤسسة جوليزيون لا جايا، بوسكا، إيطاليا؛ متحف دنفر للفن المعاصر. مؤسسة راك (روزون للفن المعاصر) بونتيفيدرا، أسبانيا مجموعة إنج الفنية (بروكسل أمستردام ولندن ونيويورك)؛ مجموعة لوريال، باريس، فرنسا. مؤسسة فويتون لويس، باريس، فرنسا. متحف بيلاس ارتيس دي سانتاندر، سانتاندير، إسبانيا. متحف ناسيونال دي سنترو آرتي رينا صوفيا، مدريد، إسبانيا. متحف للفن المعاصر سي جي أي سي، سانتياغو دي كومبوستيلا، إسبانيا. متحف إلجيز للفن المعاصر، إسطنبول، متحف تركيا للفن المعاصر جي أي إم، تورينو، إيطاليا. متحف التصوير الفوتوغرافي المعاصر، شيكاغو، إي إل، الولايات المتحدة الأمريكية؛ مكتبة نيويورك العامة، مجموعة الطباعة، نيويورك، نيويورك؛ ومريم وايرا قسم والاش للفنون، طباعة والتصوير، نيويورك، نيويورك؛ ومجموعة يو بي إس للفن المعاصر، بازل، سويسرا.

## اقرا أيضا
السيرة الشخصية:
1. Decter, Joshua. Tim White-Sobieski: PRESENCE. Alexandre de Folin Gallery, New York, 1998 ASIN B007IMOOHS
2. Henry, Gerrit. Tim White-Sobieski: GOD BLESS AMERICA. Alexandre de Folin Gallery, New York, Published by SAVVA Inc., 1999
3. Bernbach, Sarah. 2000 Años Luz. Catálogo Galeria Leyendecker, Spain. Instituto Oscar Domingez Art Contemporaneo. Espacio Cultural El Tanque, Centro de Arte La Recova, Santa Cruz de Tenerife, Spain, 2000. [ASIN: B013RQB3OU]
4. Breidenbach, Tom and Henry, Max. Tim White-Sobieski: CONFESSION. Alexandre de Folin Gallery, New York, Published by SAVVA Inc., 2001. ISBN 0-9662641-1-8
5. White-Sobieski, Tim: TERMINAL. Museo de Bellas Artes Santander; Santander, 2003
6. White-Sobieski, Tim: TERMINAL. Galeria Pilar Parra, Madrid, 2003. ISBN 0-9676171-4-6
7. Ambur, Ole Herman; Jack Helgesen; Emilie Magnus; Ulf Rokkan. FOR ALLE. Vestfossen Kunstlaboratorium, Vestfossen, Norway, 2003.
8. Alfonso, Albano, Miguel Fernández-Cid and Heinrich Böll. Traces of Light. Centro Galego de Arte Contemporánea, Santiago de Compostela, 2003. ISBN 978-84-453-3615-1
9. Barragan, Paco, Mari Bartomeu, Miguel Angel Garcia-Juez. The Art to Come. Actar/Subastas Siglo XXI. 2003. ISBN 84-607-4059-5
10. Castro, Fernando, Nuria Fernandes, Fernando Martin Galan. FRAGILES. Espacio Liquido Gallery, Gijon, Asturias, Spain. 2003
11. Hazout-Dreyfus, Laurence. Digital Video Art – Kinematics: New Languages exhibition catalogue. AFAA, Ministere des Afaires Etrangeres, Paris. 2003. ISBN 2-86545-206-9
12. PHE03 : PhotoEspaña2003, VI Festival de Fotografía, Madrid, 2003. ISBN 978-84-95471-66-6
13. Barragán, Paco, Julián Zugazagoitia, Javier Panera, Coco Fusco and Roselee Goldberg El Museo del Barrio, New York; Salamanca, 2004. ISBN 84-933918-3-2
14. Barragán, Paco. Arquitecturas Urbanas: Fondos de la Colección Paco Barragán de fotografía contemporánea (2000-2003) Centro Municipal de las Artes de Alcorcón, Madrid; Centro Nacional de Fotografía Torrelavega, Santander, Spain, 2004
15. Cargioli, Simonetta and Sandra Lischi. Invideo 2004: stati liquidi : video d'arte e cinema oltre [mostra internazionale di video d'arte e cinema oltre, XIV edizione] International Exhibition of Video Art and Cinema Beyond Lingua. AIACE, Milan. 2004. ISBN 88-88995-04-8
16. Vust, Michel, Alessia Fondrini, Carine Bernasconi. 57. festival internazionale del film Locarno. Official Catalogue. Festival International du Film Locarno, Locarno. 2004
17. White-Sobieski, Tim, Panera Cuevas, Francisco Javier and Alison Nordström. TIM WHITE: VIDEO AND PHOTOGRAPHY. Fundación Salamanca Ciudad de Cultura, Salamanca, 2004. ISBN 84-933182-6-4
18. Barro, David. Sky Shout: a pintura despois da pintura. Auditorio de Galicia, Santiago de Compostela, 2005. ISBN 84-88484-45-3
19. Jung, Katharina Klara and Anja & Andreas Greulich. REWIND <<. Nassauischer Kunstverein Wiesbaden, Germany. 2005. ISBN 978-3-9810187-2-1
20. Panera, Javier, Paco Barragán and Omar Pascual. Barrocos y Neobarrocos: el Infierno de lo Bello. Fundacion Salamanca Ciudad de Cultura, Salamanca, 2005. ISBN 84-934558-6-5
21. White-Sobieski, Tim. AWAKENING. Salamir Creación y Arte, Madrid, 2006.
22. Lehmann, Ulrike and Isabel Wünsche. Floating Forms. Kerber Verlag Berlin, 2006. ISBN 3-938025-76-X
23. Gerschel, Stephane and Marc Jacobs. Louis Vuitton: ICONS. Assouline, New York, 2007. ISBN 978-2-84323-903-8
24. White-Sobieski, Tim. Tim White-Sobieski. Phoenix Kulturstifung/Sammlung, Hamburg. 2007.
25. Schultz, Sarah. Happening. Birkhäuser Architecture, 2007. ISBN 3-7643-7976-6
26. Brummer, Sabine and John Pultz. Tim White-Sobieski: AWAKENING. Michael Schultz GmbH & Co.KG, Berlin, 2007.
27. Zybok, Oliver, Harald Falckenberg, Peter Gerlach, and Martje Schulz, IDYLL: ILLUSION and DELUSION. Hatje Cantz, Berlin, 2007. ISBN 978-84-96603-30-1
28. Barragán, Paco, Michele Robecchi and Amanda Coulson. The Art Fair Age. Charta. 2008. ISBN 978-88-8158-682-0
29. Bonet, Juan Manuel and Alfonso de la Torre. EN TORNO A LO TRANSPARENTE. Galería Miguel Marcos, Madrid, 2008. ISBN 978-84-95457-77-6
30. Crawford, Holly. Artistic Bedfellows: Histories, Theories and Conversations in Collaborative Art Practices, 2008. ASIN B0025VKOPI
31. Gasparina, Jill, Glenn O'Brien, Taro Igarashi, Ian Luna, Valerie Steele. Louis Vuitton: Art, Fashion and Architecture. Rizzoli, 2009. ISBN 0-8478-3338-0
32. Cuevas, F. Javier Panera, Michele Robecchi, Selene Wendt, Paco Barragàn. When a Painting Moves... Something Must Be Rotten! Charta/The Stenersen Museum, Oslo, 2011. ISBN 978-88-8158-816-9
33. Buskirk, Martha. Creative Enterprise: Contemporary Art between Museum and Marketplace. Bloomsbury Academic. 2012. ISBN 1-4411-8820-7

## وصلات خارجية
- تيم وايت سوبيسكي على موقع IMDb (الإنجليزية)
- Tim White-Sobieski's Official Website
- Biography from Editioned Art Magazine
- Exhibition History

### بيناليات
- Bucharest Biennale
- Lyon Biennale
- Ostsee Biennale 2008
- Prague Biennale

### مساحات العرض
- Almagro Space for Contemporary Art
- Basque Centre-Museum of Contemporary Art
- Museum Domus Artium 2002, Salamanca, Spain
- Kunst Raum Sylt Quelle
- Malága Center for Contemporary Art نسخة محفوظة 31 أغسطس 2012 على موقع واي باك مشين.
- Nassauischer Kunstverein Wiesbaden
- Vejle Museum of Art, Vejle, Denmark
- Wilhelm Hack Museum, Ludwigshafen, Germany[1]
- VIAF: 18412734, ULAN: 500332834, GND: 133416550, WorldCat

1. ↑  Wilhelm-Hack-Museum | 2006 | [وصلة مكسورة] نسخة محفوظة 22 ديسمبر 2015 على موقع واي باك مشين.